# Secteur pavé de Viesly à Briastre
Le secteur pavé de Viesly à Briastre (secteur pavé Michael Goolaerts) est un secteur pavé emprunté le plus souvent lors des courses cyclistes par Paris-Roubaix. Il est situé dans la commune de Briastre avec une distance de 3 000 m.

## Paris-Roubaix
Il est de nouveau emprunté lors de Paris-Roubaix, en 2017, après 30 ans de disette comme celui de Briastre à Solesmes.
Lors de son passage en 2017, il a les caractéristiques suivantes :
- Longueur : 3 000 m
- Difficulté : 3 étoiles
- Secteur n° 26 (avant l'arrivée)

Lors du Paris-Roubaix 2018, le coureur cycliste belge Michael Goolaerts est retrouvé inconscient vers 14 heures au niveau du secteur après une chute et en arrêt cardio-respiratoire. Réanimé par le SMUR, il est héliporté vers le CHRU de Lille dans un état grave, mais décède d'un arrêt cardiaque le soir même à 22 h 40.
Le 10 juin 2018, le secteur pavé est renommé en mémoire de Michael Goolaerts.